# RelaxBSD

RelaxBSD标志

RelaxBSD是一套中国大陆用户在FreeBSD的基础上开发的，方便中文用户使用的BSD系统。目前其官方网站relaxbsd.org已经关闭，故可以判断该系统已经停止开发。

## 许可协议
RelaxBSD在BSD许可证下发布，允许任何人在保留版权和许可协议信息的前提下随意使用和发行。

## 版本历史

### 2005-06-01
RelaxBSD 1.0 Release 发布。

### 2005-06-23
RelaxBSD 1.1 Release代号为sprout。
1.1 Release主要解决1.0 Release一的一些bug，关键解决BSDInstaller（安装RelaxBSD）的问题，这样大家既可把RelaxBSD作为LiveCD直接从光盘运行，也可将RelaxBSD安装到硬盘上使用。
为了方便硬盘上还装有Linux的用户，装在硬盘上的RelaxBSD将采用Grub引导。另外如果你想将RelaxBSD 1.1 安装在你的硬盘内，请你预先在你的硬盘上划一个至少4G的主分区空间（注意：是主分区）。

### 2006-06-16
RelaxBSD 2.0-RELEASE 发布。
RelaxBSD 2.0-RELEASE核心部分基于FreeBSD 6.1-RELEASE。构建RelaxBSD的软件均由FreeBSD ports编译并有小量修改。整个系统带参数：CPUTYPE?=pentium3 CFLAGS= -O2 -pipe进行编译。可升级至更新版本的FreeBSD（FreeBSD 6.1-RELEASE及以上）。RelaxBSD 2.0-RELEASE 有如下特点：
- 可同时支持英文、简体中文、繁体中文，针对桌面系统特别设计；
- 用基于QT的GUI安装界面，使得安装过程非常简单。只需几步便可完成全部安装；
- 用Grub作启动管理。能自动识别其它Windows分区，系统第一次启动后可自动加入其它grub（如Linux）的启动项；
- 直接支持多种打印机、数码相机、扫描仪、电视卡设备；可以自动识别网卡（自动设为DHCP）、声卡、显卡；
- 包含有OpenOffice、Gimp、nvu、Glade2、mplayer、xine、stardict、reciteword、kbtv、aMule、KTorrent等优秀的软件；
- 自动挂载FAT32、NTFS、Ext2fs、ReiserFS、UFS分区。基中，FAT32、NTFS分区按选择语言编码挂载，NTFS、ReiserFS按只读方式挂载；
- 包括OpenOffice在内的编辑软件支持cups打印；
- 自动识别并挂载移动存储设备。